# Nohoplod totara

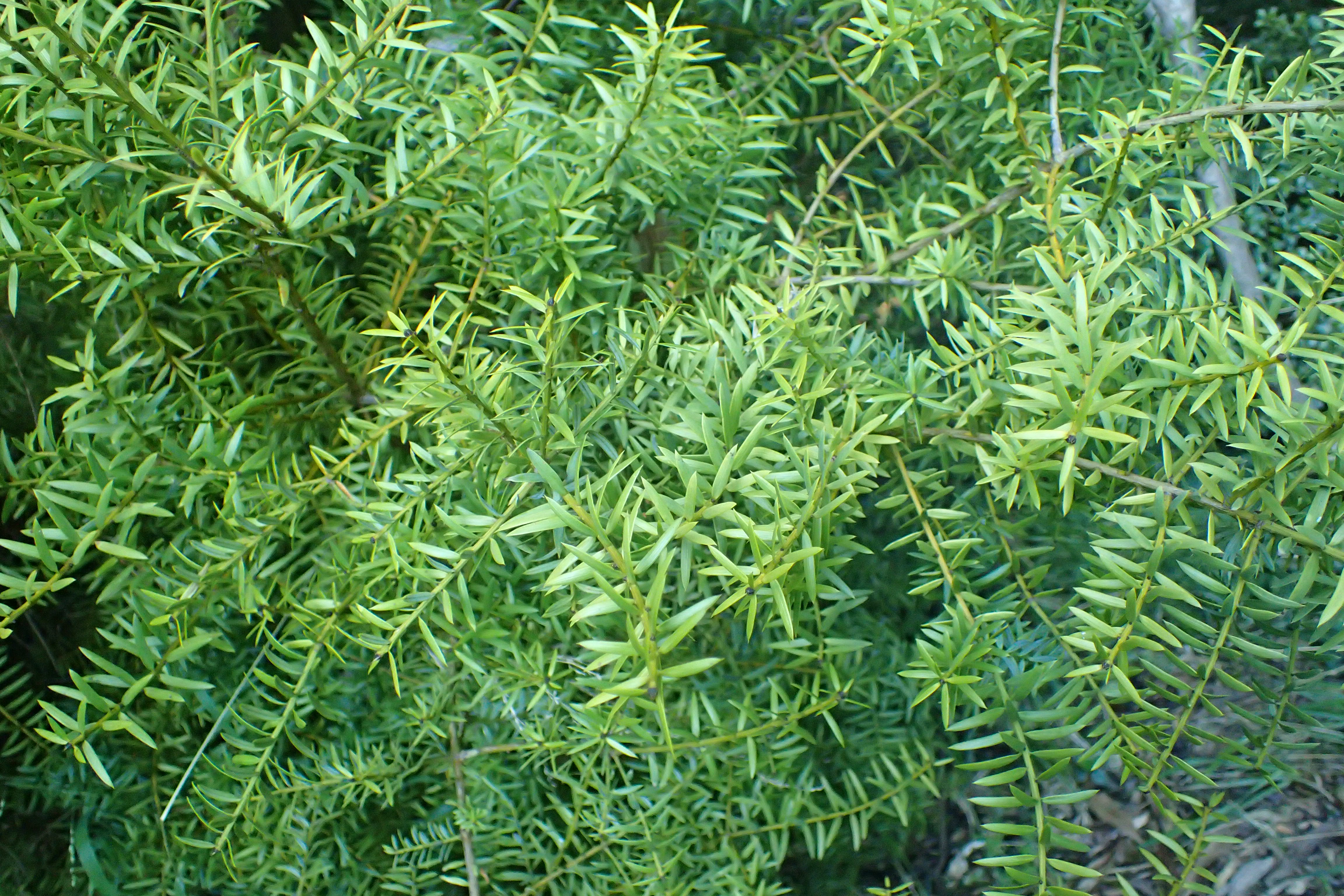
Listy

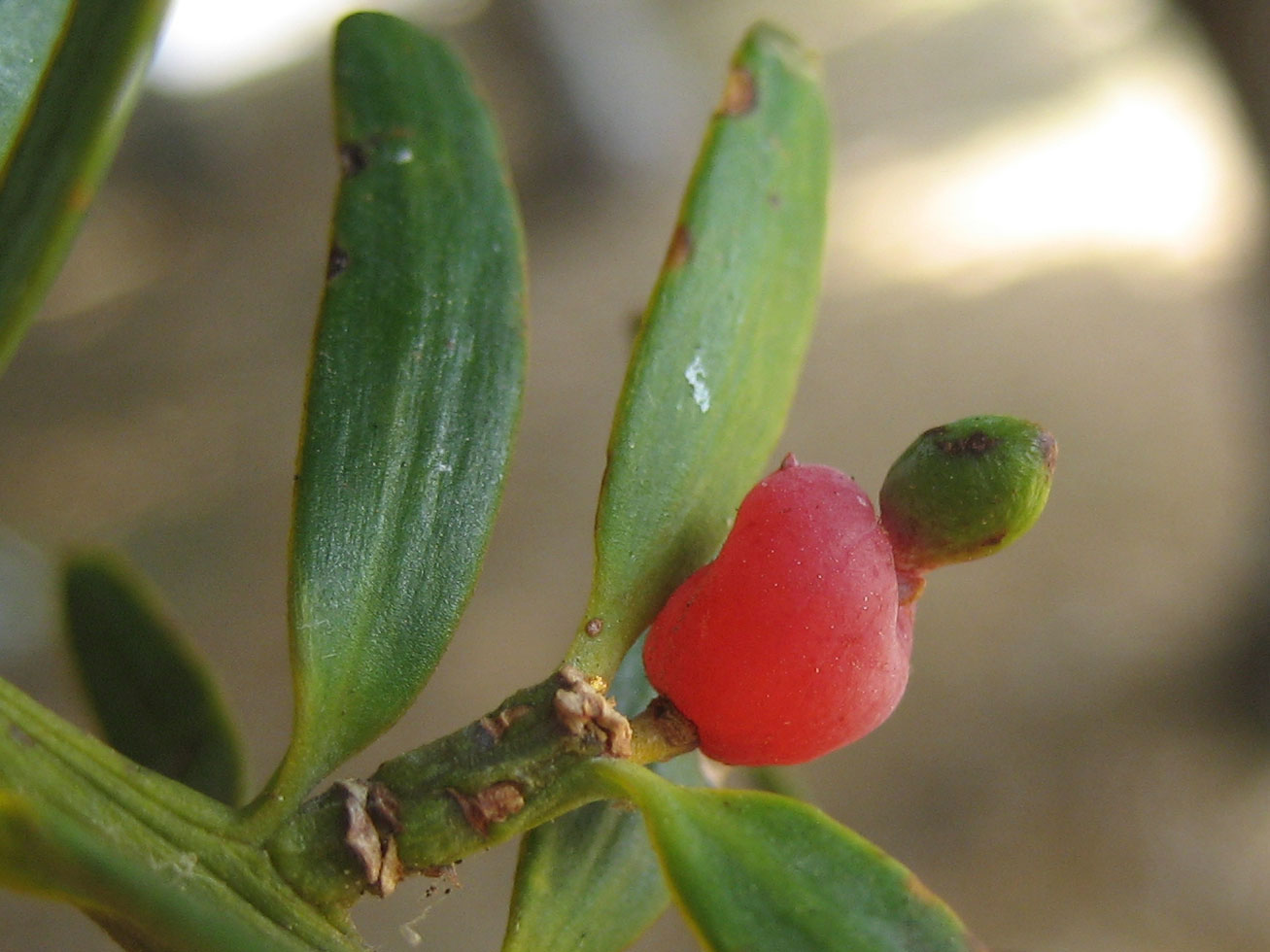
Plodný útvar se semenem

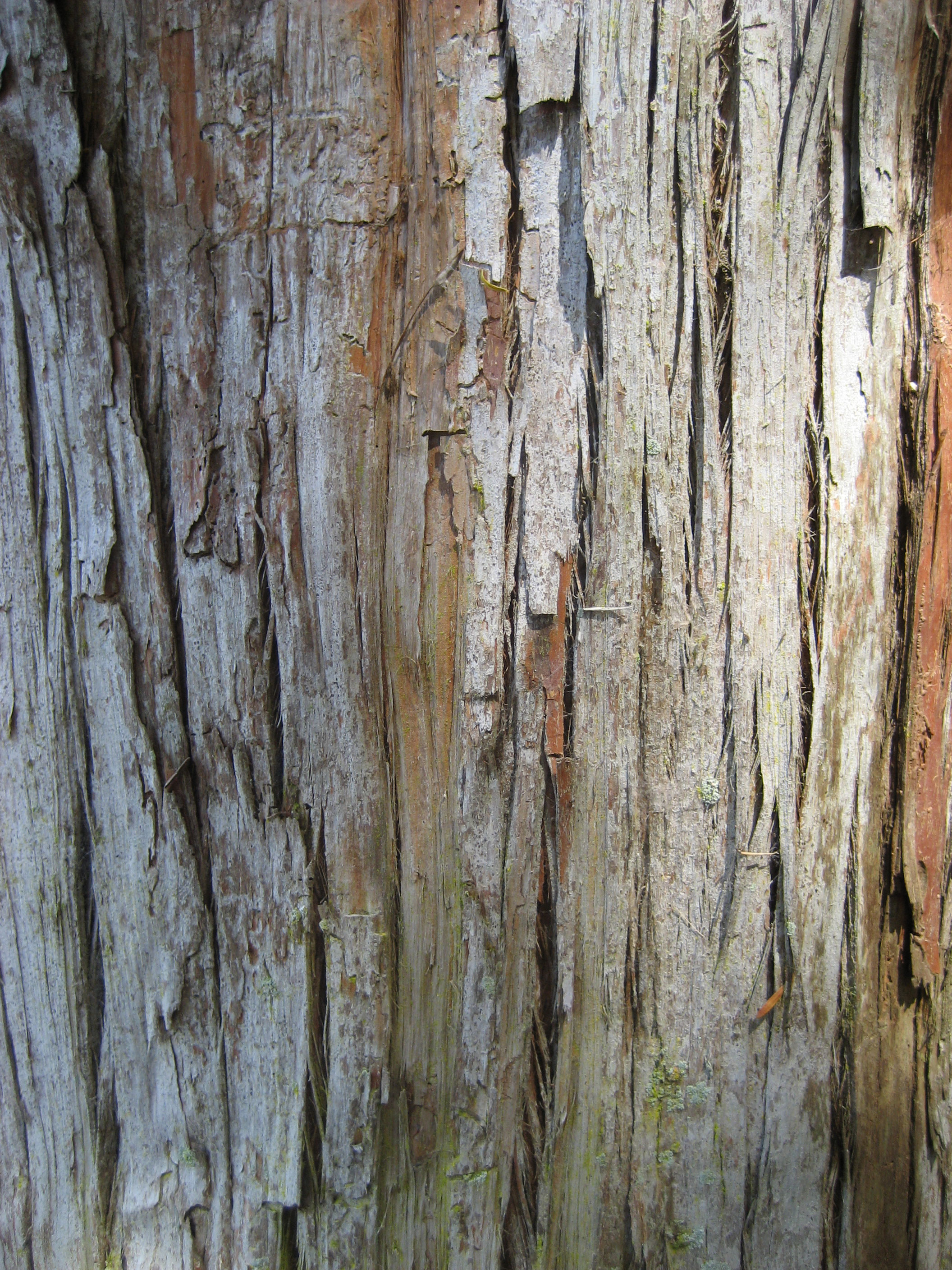
Kmen

Nohoplod totara (Podocarpus totara) je statný, vždyzelený, dvoudomý, pomalu rostoucí strom, druh ze starobylého rodu nohoplod. Je endemitem na Novém Zélandu, kde v přírodní rezervaci Pureora Forest Park na Severním ostrově rostou největší jedinci. Nachází se tam např. strom vysoký 51 m a jiný s průměrem kmene téměř 4 m. Nezvyklé vědecké jméno druhu totara pochází z původního maorského jména pro tento strom.

## Rozšíření
Nohoplod totara je nejmohutnější dřevinou z celé čeledi nohoplodovitých, je původní druh na obou hlavních ostrovech Nového Zélandu i na rozlohou třetím ostrově Stewartově.
Je ojediněle vysázen i v teplejších oblastech Velké Británie a na jihozápadě Spojených států amerických, kde ale roste mnohem pomaleji a nedosahuje výšek známých z domoviny, dorůstá nejvýše do 20 m.

## Ekologie
Druh je na Novém Zélandu běžný strom a místy bývá i dominantní. Vyskytuje se v nížinných i nižších horských lesích, obvykle do 500, méně často až 600 m nadmořské výšky, nad touto hladinou je střídán velmi podobným druhem Podocarpus laetus. Roste ve vlhkých, ale dobře odvodněných a výživných půdách, které jsou mírně kyselé, lehké a drobivé. Obvykle na těchto stanovištích spadne ročně okolo 1800 mm srážek, je tam průměrná roční teplota přibližně 12 °C a průměrné minimum v nejchladnějším měsíci +3 °C. Dřevina je odolná proti chladu do −1 °C a snese krátkodobý pokles teploty až −6 °C, může růst na plném slunci i v částečném stínu.
Běžně se uvádí stáří stromů přes 1000 let, doložený nejstarší věk je ale jen 460 roků. Určování stáří podle letokruhů na pařezech je nespolehlivé, neboť tyto prorůstají falešnými neuzavřenými nebo navzájem se prolínajícími letokruhy, které nesledující obvod stromu. K jejich prolnutí dochází, když během několika let nastane nepravidelné, rychlé, příčné zbytnění kmene, naopak v jiných létech, při zpomaleném přibývání dřevní hmoty, jsou letokruhy špatně znatelné nebo dokonce zcela chybí. Věk stromu se proto v praxi určuje spíše podle tloušťky kmene a s ohledem na místní podmínky. Ploidie druhu je 2n = 34.

## Popis
Jednopohlavné, stálezelené stromy, jež v domovině na Novém Zélandu dorůstají do výšky 25 až 30 m, mívají šířku koruny 18 až 25 m a kmen tlustý až 2 m. Stromy mají mohutné kořeny, které se v těsné blízkosti šíří po povrchu půdy. Kůra je červenohnědá, hluboce zvrásněná, tlustá, vláknitá a ve stáří se odlupuje v dlouhých pásech. Vzhled jedince se mění s věkem. V mládí má téměř svěšené větve s jemnými jehlicovitými listy, později je pyramidálního vzhledu a nakonec strom získává mohutný kmen i tlusté větve s pevnými listy. Dospělé listy jsou přisedlé, tuhé, kožovité, svrchu tmavě zelené, naspodu bledší, jehlicovité až čárkovité, rovné nebo mírně srpovité, u báze jsou zúžené a na vrcholu špičaté. Listy juvenilních jedinců jsou dlouhé 15 až 20 mm a široké 1 až 2 mm, u dospělých dlouhé od 20 po 30 mm a široké od 3 po 4 mm; dýchací průduchy jsou zespod listů.
Samčí i samičí šištice vyrůstají na samostatných stromech, k opylení jsou připravené s nástupem jara (v srpnu až říjnu). Samčí šištice s pylem má jehnědovitý tvar, bývá dlouhá 10 až 15 mm a vyrůstá na krátké stopce jednotlivě nebo ve skupině až po čtyřech. Samičí šištice měří na délku 5 až 8 mm, má 3 mm stopku a roste většinou osamoceně z paždí listu, má dvě až čtyři neplodné podpůrné šupiny a jednu či dvě plodné semenné šupiny s vajíčky. K přenosu pylu ze samčích stromů dochází větrem.
Po opylení šupina v samičí šištici postupně dužnatí a časem nabude vzhledu červené kulovité bobule velké 10 až 15 mm a na vrcholu má jedno, ojediněle dvěma semena. Semeno je kulovité nebo podlouhle vejčité, asi 4 mm velké. Dužnatá bobule je jedlá a sladká, pokud není semeno zcela zralé má pryskyřičnou chuť, v minulosti byla původními obyvateli hojně konzumována. Semena dozrávají na podzim (od dubna do května) a v tuto dobu se již zakládají šištice pro následnou sezonu.

## Rozmnožování
Semena jsou rozptylována hlavně ptáky, kteří stráví dužinu a vlastní semeno vyloučí nepoškozené v trusu. Hlavními konzumenty jsou holub maorský (Hemiphaga novaeseelandiae), tui zpěvný (Prosthemadera novaeseelandiae) a medosavka novozélandská (Anthornis melanura). Mezi mnohé semenožravé ptáky živící se semeny, která konzumují přímo na stromě, patří hlavně kakariki žlutočelý (Cyanoramphus auriceps).
Nejběžnější způsob umělého rozmnožování dřeviny je výsev semen, nejlépe co nejdřív po uzrání, do písčité půdy v teplém prostředí. Poměrně rychle vyklíčící semenáče se doporučuje ponechat prvou zimu v teple, na trvalé stanoviště se vysazují až v létě následného roku. Tento způsob množení je jednoduchý, ale nelze při něm ovlivnit pohlaví vyrostlého jedince, je proto vhodný pro produkci tisíců sazenic pro výsadbu lesa. Výběru samčí nebo samičí rostliny lze dosáhnout pouze vegetativním rozmnožováním, kdy se sázejí do pařeniště řízky z polovyzrálých, 10 cm dlouhých terminálních výhonků odebraných z vybraných exemplářů, nejlépe v červenci a srpnu.

## Význam
Nohoplod totara má dřevo načervenalé, jemně zrnité, mírně mastné, rovné a pevné. Je odolné proti vodě i hnilobě a přes svou tvrdost má relativně nízkou hmotnost, Maorové z mohutných kmenů zhotovovali vypalováním kánoe, jež uvezly až 100 osob. S příchodem Evropanů se z těchto stromů začaly ve velkém stavět mosty, používaly se ve stavebnictví, zhotovovaly se z nich přístavní mola, nejrůznější sloupy a později hlavně železniční pražce.
Asi od poloviny 20. století bylo po mnoho let kácení těchto původních stromů zcela zakázáno a přistoupilo se k rozsáhlému zalesňování vytěžených ploch. Pokles rozlohy této dřeviny byl zastaven a její populace má podle IUCN dokonce stoupající trend, nohoplod totara je proto zařazen mezi málo dotčené taxony (LC).
V současnosti slouží dřevo těchto stromů hlavně k uměleckému řezbářství a zhotovuje se z něj nábytek a drobná zařízení domácnosti. Na Novém Zélandu je oblíbeným okrasným stromem, nevyžaduje průklest a bývá pro dlouhověkost vysazován na významná místa.